# C.A.F.B.-diszkográfia
A C.A.F.B. igen nagy mennyiségű hangzóanyagot készített 1990-es megalakulása óta.Az együttes hosszú pályafutása alatt, a sikeres albumok mellett igen sok kevéssé ismert felvételt is rögzített, gyakran változó felállásban.

## Stúdióalbumok
| Felvétel éve | Kiadás éve | Album adatai                                                       | Kiadó               |
| ------------ | ---------- | ------------------------------------------------------------------ | ------------------- |
| 1990-92      | 1999       | Utcastílus - 17 szám                                               | Hammer Records      |
| 1993         | 1993       | Ne bízz senkiben! - 16 szám                                        | Trottel Records     |
| 1997         | 1997       | Zanza - 14 szám                                                    | Premier Art Records |
| 1999         | 1999/2001  | Minden-ható - 12 szám(1999)/14 szám(2001) - Hossz: 46perc / 55perc | Hammer Records      |
| 2000         | 2001       | Subkontakt - 12 szám                                               | Edge Records        |
| 2001-2004    | 2004       | Naiv? - 14 szám                                                    | Aurora Records      |
| 2010         | 2010       | Csillag-Jegy (EP) - 5 szám                                         | Magánkiadás         |
| 2012-2013    | 2013       | Vándorcirkusz EP - 7 szám                                          | Magánkiadás         |

## Koncertalbumok
| Felvétel éve | Kiadás éve | Album adatai                    | Kiadó                  |
| ------------ | ---------- | ------------------------------- | ---------------------- |
| 1992         | 1995       | Koncert 1992 (Archív) - 14 szám | Rockworld, Magánkiadás |

## Válogatásalbumok
| Felvétel éve | Kiadás éve | Album adatai        | Kiadó                       |
| ------------ | ---------- | ------------------- | --------------------------- |
| 1993-1998    | 1998       | Klubbang! - 18 szám | Hammer Records, Magánkiadás |

## Splitalbumok
| Felvétel éve | Kiadás éve | Album adatai                         | Kiadó          |
| ------------ | ---------- | ------------------------------------ | -------------- |
| 2010-2011    | 2011       | Egység, Kétség, Háromság - 5/15 szám | Magánkiadás    |
| 2010-2011    | 2011       | 3 of a kind - 6/18 szám              | Silver Records |

## Feldolgozásalbumok
| Felvétel éve | Kiadás éve | Album adatai           | Kiadó |
| ------------ | ---------- | ---------------------- | ----- |
| 2008 - 2009  | 2009       | Szennyhullám - 14 szám |       |

## Videóklipek
A C.A.F.B. média által legtöbbet játszott videóklipje az 1997-es keltezésű Engedj be!
| Videóklip  | Felvétel éve | Album | Rendező         | Megjegyzés            |
| ---------- | ------------ | ----- | --------------- | --------------------- |
| Engedj be! | 1997         | Zanza | Szitányi András | Designer: Varga Gábor |

## Egyéb
A C.A.F.B. 2001-ben elkészült demó felvétele, soha nem került hivatalosan kiadásra. Ez csak az interneten és rajongók körében terjedt. A zenekar honlapján, "A Hungarotonhoz leadott demó" címmel volt elérhető.

### Kiadatlan koncertfelvételek
A C.A.F.B. együttes számtalan koncertfelvételt készített fennállása alatt, melyek legtöbbje a mai napig sem látott napvilágot. Ezek a felvetélek, a rajongók és a műfaj kedvelőinek körében terjedtek el. Néhány dal 2 koncert anyaga (Petőfi Csarnok és Gyömrő) fellelhető, a volt basszusgitáros Boskó György által készített "honlapon" is.

### Eddig kiadatlan feldolgozások
A C.A.F.B. legismertebb feldolgozása, a Nő vagy csak nő című dal.Ezen kívül az együttes néhány ismert zenei szerzemény sajátos változatát is rögzítette az idők folyamán. Az ismertebbek közé tartozik, a Pa-Dö-Dö slágere, a Fáj a fejem és a P. Mobil Miskolc című dala is.
| Dal         | Felvétel éve | Eredeti előadó | Megjegyzés             |
| ----------- | ------------ | -------------- | ---------------------- |
| Fáj a fejem | 1999         | Pa-Dö-Dö       | Producer: Németh Gábor |

### Válogatásokon
Az együttes számos válogatás anyagon is szerepelt különböző dalokkal. Az 1993-as "Pajtás Daloljunk 4." albumon 2 dallal, az 1998 "Shock&Roll" albumon 1 dallal és a 2007-es keltezésű "Emberek emberekért" jótékonysági anyagon 1 dallal.
| Dal          | Megjelenés éve | Felvétel éve | Válogatás           |
| ------------ | -------------- | ------------ | ------------------- |
| B.R.F.K.     | 1993           | 1993         | Pajtás Daloljunk 4. |
| Bérgyíkos    | 1997           | 1998         | Shock & Roll        |
| Nem adom fel | 2006           | 2007         | Emberek Emberekért  |

### Sledgeback dalok magyarul
Szakácsi Gábor 2004 után jóval jobb figyelmet fordított amerikai együttesére, a Sledgebackre.A volt alapító, néhány angol nyelvű dal magyar változatát is elkészítette, amit a C.A.F.B. repertoárjában jelentetett meg.Ezek közé olyan dalok tartoznak, mint a Nem adom fel (Az Emberek Emberekért válogatáson/2007), amely a Sledgeback 2006-os nagylemezén "Wonderland" címmel jelent meg és a 91-es nyár, amelynek eredetije, a csapat 2004-es "People's choice" című debütáló anyagán látott napvilágot,"Regret" címmel.

## Külső hivatkozások
- Kiadatlan koncertfelvételek